# Tonino Sicoli

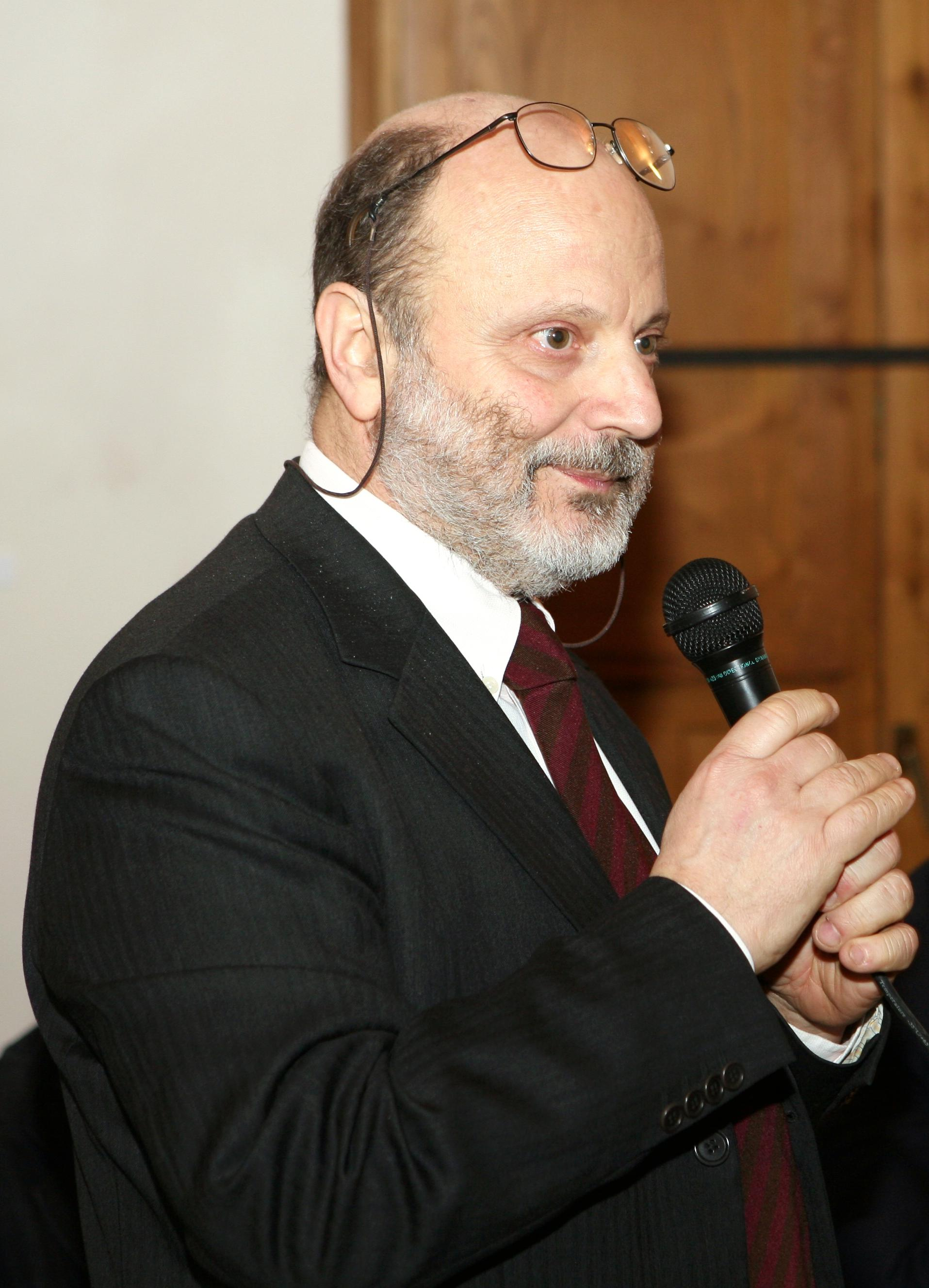

Tonino Sicoli (Cosenza, 2 luglio 1948 – Milano, 29 gennaio 2021) è stato un critico d'arte e giornalista italiano.

## Biografia
Inizia a scrivere a Catanzaro nel 1976 sul quindicinale QuestaCalabria. Dal 1979 al 1983 collabora a l'Unità e Paese Sera. Giornalista pubblicista dal 1979, ha collaborato anche a “Il Quotidiano della Calabria”, “Calabria”, Il Sole 24 ore (edizione on line), "Il Domani", "La Provincia Cosentina", "Segno", "Arte & Cronaca" e "Terzo occhio".
A partire dal 1990 Sicoli comincia una stagione di mostre istituzionali al Museo civico di Rende, che rilanciano alcuni dei migliori artisti del dopoguerra calabrese. La prima proposta è Le muse inquietanti (1990); con Enrico Crispolti cura, nel 1995, la mostra antologica dedicata al futurista calabrese Antonio Marasco. Del 1996 è l'antologica di Mimmo Rotella, curata assieme a Renato Barilli, la prima mostra in Calabria del maestro catanzarese esponente del new dada internazionale e inventore del décollage.
È lo stesso Sicoli insieme a Pierre Restany a riproporre nel 1999 un'altra mostra di Rotella a Catanzaro, presso il Complesso monumentale del San Giovanni.
La svolta avviene con la nascita del Centro “Achille Capizzano” a Palazzo Vitari con un'attività di mostre importanti sull'arte contemporanea, la cui direzione artistica è di Sicoli.
Nel 1999 la sede del Centro di Palazzo Vitari ospita Moderno estremo, curata da Sicoli e da Massimo Di Stefano: una riflessione sui percorsi dell’arte contemporanea attraverso la presenza di artisti internazionali: Fontana, Manzoni, De Dominicis,  Kounellis, Sol Lewitt,  Pascali, Paolini, Nitsch, Paladino.
Lo stesso gruppo cura nel 2000 Mitici Sessanta al Complesso monumentale del San Giovanni di Catanzaro, ripercorrendo la storia artistica italiana degli anni sessanta attraverso il lavoro dei suoi protagonisti, da Fontana a Burri, da Rotella a Schifano, da Mauri a Lo Savio, da Pascali a Dorazio, da Ceroli a Lombardo, da Castellani a Kounellis.
È di Sicoli il progetto La città come museo all'aperto (2002) che prevede a Cosenza sculture di artisti internazionali, avviato da un'opera di Mimmo Rotella in una delle piazze principali della città. Il progetto viene ripreso due anni dopo, nel 2004, e diventa Map (Museo all'aperto) con le donazioni del mecenate italoamericano Carlo F. Bilotti, che porta sculture di Greco, Consagra, Dalì, De Chirico, Manzù.
Questo processo di emancipazione culmina nel 2004 nell'istituzione a Rende del Museo dell'Otto e Novecento, il MAON che inizia a raccogliere collezioni di opere d'arte.
Nel 2009 assieme al Museo d'arte di Lugano il museo organizza per il Centenario del Futurismo una mostra su Umberto Boccioni, esponendo in Calabria i dipinti della collezione Chiattone nonché acquerelli, disegni e incisioni della Winston Malbin, fatti rientrare dal MIBACT in Italia.
Nel 2015 cura la mostra Alberto Burri e i poeti, inserita negli eventi ufficiali per il centenario della nascita dell'artista di Città di Castello. È del 2017 Nadar. Il teatro della fotografia, prima mostra istituzionale in Italia sul pioniere della fotografia. Per il centenario della nascita di Rotella Sicoli organizza nel suo museo “Rotella vs Dada. Da Duchamp e Man Ray al New Dadaismo” e nel Complesso monumentale del San Giovanni di Catanzaro “Context. Poesia visiva e totale, assemblaggi, immagine meccanica”.
Il 2018 Corà e Sicoli presentano anche “Arcìpelagos. Spazi contigui del contemporaneo. Carrino, Lo Savio, Pace, Pardi, Spagnulo, Uncini”, con artisti storici del minimalismo. È del 2019 la riproposta di una mostra su “Antonio Marasco indipendente” con l'introduzione di Maurizio Calvesi.

## Incarichi
Professore e conferenziere, docente di Fenomenologia dell'arte contemporanea e di Museologia presso l'Accademia di Belle Arti di Catanzaro; insegnante, dal 1969, negli istituti superiori e nel Liceo Artistico Statale di Cosenza.
Nel 1990 e 1991 è professore a contratto al Dipartimento di Arte della Facoltà di lettere e filosofia dell'Università della Calabria; insegna nel 1999 al Dipartimento di Scienze dell’Educazione e, dal 2005 al 2008, nel Master di Mediazione e Gestione del Patrimonio Culturale in Europa.
Dal 2006 al 2007 è consulente dell’Assessore alla Cultura della Regione Calabria, dal 1999 al 2000, del sindaco di Catanzaro e, dal 2001 al 2002, del sindaco di Cosenza.

## Opere

### Documentari
Curatore e consulente, fra gli altri, dei seguenti documentari:
- Dentro/Fuori - Emigrazione e presenze artistiche in Calabria. 1950-1980, di T. Sicoli e M. W. Bruno, Rai, 1983.
- Il ritorno di Boccioni a Reggio, di T. Sicoli e M. W. Bruno, intervista di M. Calvesi, Rai, 1984.
- Marasco futurista dissidente, di T. Sicoli e A. R. Macrì, Rai, 1986.
- Giorgio De Chirico. L'enigma e la gloria, di G. Intrieri, conduttore T. Sicoli, Regione Calabria, 2006.
- Umberto Boccioni. Disegni e incisioni, di G. Intrieri, conduttore E. Crispolti, T. Sicoli, MAON, 2008.
- Jannis Kounellis. La storia e il presente. Lavori in corso, di I. Russo, conduttore T. Sicoli, MAON, 2007.
- Il Futurismo in Calabria, di S. Crea, conduttore T. Sicoli, N2 Video Production, 2015.
- Albero Burri e i poeti, di S. Crea e M. Nigro, con interviste a B. Corà, C. Sarteanesi e T. Sicoli, N2 Video Production, 2015/16.
- L'ultimo secolo. Arte in Calabria di C. Cosenza, conduttore T. Sicoli, Strategie Culturali, 2018.

### Pubblicazioni
È autore di un centinaio di pubblicazioni, fra cataloghi e libri: specialista del Novecento calabrese, è esperto principalmente dell'opera di Antonio Marasco, Enzo Benedetto e Achille Capizzano.